# Brillat-Savarin (kaas)
De Excelsior is een Franse kaas uit Normandië. De kaas is ontwikkeld in de dertiger jaren door de kaasmaker Henri Androuët. Na een kleine aanpassing in de vorm heeft de kaas een andere naam gekregen, de Brillat-Savarin, hiermee eerde Androuët de 18e-eeuwse Franse gastronoom Jean Anthelme Brillat-Savarin, de auteur van "Physiologie du goût, ou Meditations de gastronomie transcendante".
Van Brillat-Savarin is ook de uitspraak: "Un repas sans fromage est une belle à laquelle il manque un oeil; le fromage est le complément d'un bon repas et le supplément d'un mauvais" (een maaltijd zonder kaas is als een schone zonder oog, kaas vult een goede maaltijd aan en vult na een slechte maaltijd).
De Excelsior was afkomstig uit Normandië, maar de Brillat-Savarin wordt tegenwoordig ook gemaakt in de regio Île-de-France en/of de Bourgondië. Het is een industrieel gemaakte kaas, het merk wordt door Lactalis geproduceerd.
De kaas wordt gemaakt van koemelk, in het proces wordt aan de melk nog room toegevoegd, zodat een “triple crème” kaas ontstaat. In sommige gevallen zijn ook andere smaakmiddelen aan de kaas toegevoegd, zoals bijvoorbeeld (zomer)truffels. De kaas heeft een heel hoog vetgehalte, de rijping van de kaas vindt plaats op vergelijkbare wijze als bij de Brie. De kaas rijpt zo’n 12 dagen, daarna kan de kaas het beste gegeten worden. De optimale tijd voor deze kaas is van april tot oktober.
De kaas wordt zowel in klein als in groot formaat gemaakt.